# 孫沔 (弘治進士)
孫沔（1479年—？），字伯清，山東兗州府魚臺縣人，民籍，明朝政治人物。

## 生平
山東鄉試第六十一名舉人。弘治十五年（1502年）中式壬戌科會試第一百四十六名，三甲第九十四名進士。歷官工部郎中，出为陕西临洮府知府。

## 家族
曾祖孫仲憲；祖父孫瑛；父孫昶。前母王氏；母管氏。具庆下。兄漢、潮。